# سيديلو
سيديلو، (بالإنجليزية: Sedilo)‏، هي بلدية، في مقاطعة أوريستانو، في إقليم سردينيا الإيطالي، وتقع على بعد حوالي 110 كيلومترًا (68 ميلًا) شمال كالياري، وحوالي 40 كم (25 ميلًا) شمال شرق أوريستانو.

## السكان
في سنة 1861 بلغ عدد السكان 2٬426 نسمة، وتطور العدد ليصل في سنة 2011 لـ 2٬216 نسمة.
يظهر هذا المخطط البياني تطور النمو السكاني لـ سيديلو